# CFL2
CFL2 (англ. Cofilin 2) – білок, який кодується однойменним геном, розташованим у людей на короткому плечі 14-ї хромосоми. Довжина поліпептидного ланцюга білка становить 166 амінокислот, а молекулярна маса — 18 737.
| 10         |  | 20         |  | 30         |  | 40         |  | 50         |
| ---------- |  | ---------- |  | ---------- |  | ---------- |  | ---------- |
| MASGVTVNDE |  | VIKVFNDMKV |  | RKSSTQEEIK |  | KRKKAVLFCL |  | SDDKRQIIVE |
| EAKQILVGDI |  | GDTVEDPYTS |  | FVKLLPLNDC |  | RYALYDATYE |  | TKESKKEDLV |
| FIFWAPESAP |  | LKSKMIYASS |  | KDAIKKKFTG |  | IKHEWQVNGL |  | DDIKDRSTLG |
| EKLGGNVVVS |  | LEGKPL     |  |            |  |            |  |            |

A: Аланін

C: Цистеїн

D: Аспарагінова кислота

E: Глутамінова кислота

F: Фенілаланін

G: Гліцин

H: Гістидин

I: Ізолейцин

K: Лізин

L: Лейцин

M: Метіонін

N: Аспарагін

P: Пролін

Q: Глутамін

R: Аргінін

S: Серин

T: Треонін

V: Валін

W: Триптофан

Кодований геном білок за функцією належить до фосфопротеїнів. 
Задіяний у таких біологічних процесах, як ацетилювання, альтернативний сплайсинг. 
Білок має сайт для зв'язування з молекулою актину. 
Локалізований у цитоплазмі, цитоскелеті, ядрі.